# Clachan Bridge

Clachan Bridge est un pont d'une seule arche, enjambant le détroit du Clachan Sound, à 13 kilomètres (8.1 miles) au sud-ouest d'Oban dans le comté d'Argyll (Écosse). Il relie la côte ouest de l'Écosse continentale à l'île de Seil.

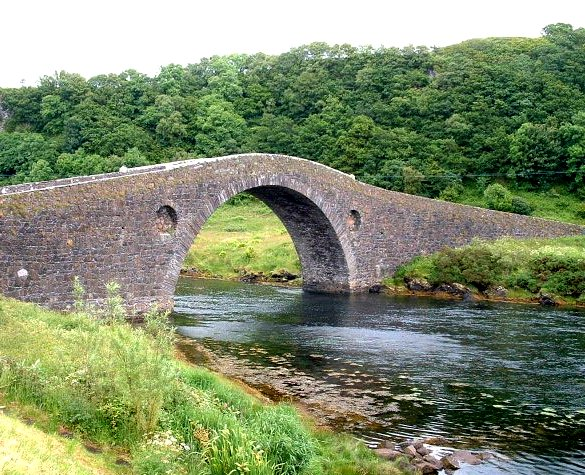
Clachan Bridge.

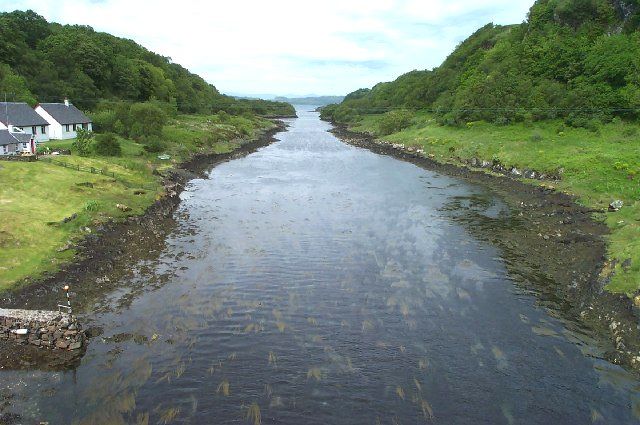
Vue vers le nord, depuis le Clachan Bridge. L'ile de Seil est à gauche.

Le pont a été conçu par John Stevenson d'Oban ; il est construit entre 1792 et 1793 par l'ingénieur Robert Mylne (en). 
La conception originale prévoyait deux arches, mais le pont a finalement été construit avec une seule grande arche, de 22 mètres de long, et à environ 12 mètres au-dessus du lit du canal, permettant le passage de bateaux jusqu'à 40 tonnes à marée haute. 
Le pont est toujours utilisé aujourd'hui.
Comme le Clachan Sound touche l'Océan Atlantique à ses deux extrémités, et peut donc être considéré comme faisant partie de cet océan, ce pont est connu comme le pont sur l'Atlantique. Cette dénomination est également appliquée à d'autres ponts ayant des situations similaires, comme le pont entre Norðskáli et Oyri dans les îles Féroé.